# Провулок Ігоря Балмагії
Провулок Ігоря Балмагії — коротка (140 м) вулиця Одеси, в історичному районі міста, від Софіївської вулиці до бульвару Військово-морських сил.
Будинків, приписаних до провулку, немає. Одну сторону провулка повністю займає житловий будинок судноремонтного заводу ім. Марті (1932—1934, Софіївська вул., 5б).

## Історія
Раніше був названий на честь російського письменника Володимира Короленка (1853—1921)
У радянські часи ім'я Короленка носили інші вулиці Одеси — узвіз Віталія Блажка, Софіївська вулиця.
26 липня 2024 року розпорядженням очільника Одеської ОВА провулок Короленка був перейменований на провулок Ігоря Балмагії.

## Пам'ятки
Стіну будинку в провулку прикрасили зображенням групи «Linkin Park».